# Thomas Gantt

Thomas "Tommy" Gantt jr. (ur. 9 stycznia 1993) – amerykański zapaśnik walczący w stylu wolnym. Złoty medalista mistrzostw panamerykańskich w 2021. Trzeci w Pucharze Świata w 2019 roku.
Zawodnik Cahokia High School i North Carolina State University. W 2016 roku All-American w NCAA Division I, gdzie zajął ósme miejsce.